# ساکی ریو تاپاجوس
ساکی ریو تاپاجوس (نام علمی: Pithecia irrorata) نام یک گونه از سرده ساکی است.